# ムシムシ大行進
『ムシムシ大行進』（ムシムシだいこうしん）は、1972年（昭和47年）から1974年（昭和49年）まで日本テレビ系列局で放送された子供向けのミニ番組。放送時間は毎週月曜 - 土曜 8:15 - 8:20 (JST) 。
2010年頃から『昆虫劇団ムシムシ物語』の表題でバンダイチャンネルで配信されている。

## 概要
昆虫を撮影したフィルムを編集し、アフレコを入れてストーリー仕立てにしたものを放送していた帯番組で、6回分（1週放送分）を1話として放送していた。

## 声の出演
- 滝口順平
- 梶哲也
- 山田康雄
- 牧野和子
- ほか

## 主題歌
- 曲名不明（唄：滝口順平と少年少女構成の合唱団）

## 内容
6ぴきひょうりゅうき
カブトムシ、トンボ、蝶々を含む6匹の昆虫がいかだで川を下る。
カメムシおうじ
カメムシの国の王子様と家来の大臣が旅をする。
缶入りおたま
水中に捨てられた空き缶の中で育って出られなくなったおたまじゃくしを、水中の仲間たちの機転で人間に釣り上げさせ開けさせて助ける。

## 社会影響
撮影に際しての、「棒の先端に虫を貼り付ける」、「動作を機敏にするために虫の体に通電させる」などの演出行為が昆虫虐待であるとして、新聞のコラムなどで叩かれたことがある。

## 製作
- 学習研究社

## 連載
- 1年のかがく（学習研究社）
- 2年のかがく（学習研究社）
- 3年のかがく（学習研究社）
- 4年の科学（学習研究社）
- 5年の科学（学習研究社）
- 6年の科学（学習研究社）